# 工藤直子
工藤 直子 （くどう なおこ、1935年（昭和10年）11月2日 - ）は、日本の詩人、童話作家、翻訳家。

## 来歴
1935年（昭和10年）台湾台南州東石郡朴子街（現在の嘉義県朴子市）に生まれる。お茶の水女子大学文教育学部中国文学科卒業後、博報堂に入社し女性初のコピーライターとなる。
「おれはかまきり」（『のはらうた』所収）など国語教科書に収録されている作品も多い。
1983年（昭和58年）『てつがくのライオン』で日本児童文学者協会新人賞、1985年（昭和60年）『ともだちは海のにおい』で産経児童出版文化賞、1990年（平成2年）『ともだちは緑のにおい』で芸術選奨新人賞、2004年（平成16年）巖谷小波文芸賞受賞。2008年（平成20年）『のはらうたV』で野間児童文芸賞受賞。
実息は漫画家の松本大洋。

## 作品
- 『いとしのパパ象は空を飛んだか』（求竜堂） 1970
- 『密林 - きれいなひょうのはなし』（銀河社） 1975
  - 『密林 - きれいなひょうの話』（和田誠え、銀河社） 1991
  - 『密林 - きれいなひょうの話』（和田誠え、瑞雲舎） 2018.2
- 『てつがくのライオン』（理論社） 1982、のちフォア文庫、のち復刊ドットコム 2014
- 『硝子戸通信』（大和書房） 1983
- 「こぶたはなこさん」シリーズ（童話屋）
  - 『こぶたはなこさんのおべんとう』1983
  - 『こぶたはなこさんのかがみ』1984
  - 『こぶたはなこさんのクリスマス』1984
  - 『こぶたはなこさんのたんじょうび』1985
  - 『こぶたはなこさんのみずあそび』1985
  - 『こぶたはなこさんのうんどうかい』 1987
- 『のはらうた』1 - 5（童話屋） 1984 - 2008
- 『おしゃれねこ』（サンリード） 1984
- 『ともだちは海のにおい』（長新太絵、理論社） 1984
- 『あかとんぼこんにちは』（村上豊絵、講談社） 1984
- 『まるごと好きです』（筑摩書房、ちくま少年図書館） 1985、のち文庫
- 『こうしたろうのたんけんわくわく』（童話屋、のはらのはなし） 1986
- 『とうちゃんと』（筑摩書房） 1986
- 『おいで、もんしろ蝶』（佐野洋子絵、筑摩書房） 1987  
  - 『おいで、もんしろ蝶』（皆川明絵、フェリシモ） 2010
  - 『おいで、もんしろ蝶』（佐野洋子絵、理論社） 2013
- 『ともだちは緑のにおい』（長新太絵、理論社、きみとぼくの本） 1988
- 『おつかい』（国土社、しのえほん） 1988
- 『ねこはしる』（童話屋） 1989
- 『あいたくて』（佐野洋子画、大日本図書、小さい詩集） 1991
  - 『新編 あいたくて』(新潮文庫） 2011
- 『あっ、トトロの森だ!』（徳間書店） 1992
- 『ゴリラはごりら』（あべ弘士絵、童話屋） 1992
- 『ひなたぼっこかめさん』（太田大八絵、童心社、絵本・こどものひろば） 1992
- 『あいさつがいっぱい』（長新太え、小学館） 1992
- 『とりかえっこちびぞう』（学習研究社） 1993
- 『うたのてんらんかい』（長新太え、理論社） 1993
- 『ゆめみるたっちゃん』（クレヨンハウス、おはなし広場） 1993
- 『かぜのこもりうた』（童話屋） 1994
- 『ふくろうめがね』（童話屋） 1994
- 『ライオンのしっぽ』（長新太イラスト、大日本図書） 1994
- 『たんけんちびぞう』（学習研究社） 1995
- 『くどうなおこ詩集 ○』（童話屋） 1996
- 『うたにあわせてあいうえお 工藤直子詩集』（岩崎書店） 1996
- 『だれにあえるかな』（岩崎書店） 1997
- 『ぼくたちの散歩』（長新太絵、文溪堂） 1997
- 『出会いと物語』（岩波書店） 1998、のち文庫化改題『心はナニで出来ている?』（岩波現代文庫）
- 『でんせつ』（理論社） 2000
- 『こどものころにみた空は』（松本大洋絵、理論社） 2001
- 『象のブランコ とうちゃんと』（理論社） 2002、のち集英社文庫
- 『おまじない』（長新太絵、国土社、現代日本童謡詩全集） 2002
- 『工藤直子詩集』（ハルキ文庫） 2002
- 『おはつ フォトポエム絵本』（小学館） 2004
- 『クヌギおやじの百万年』（今森光彦写真、朝日出版社） 2004
- 『のはらうた わっはっは』（童話屋） 2005
- 『ともだちいっぱい』（文溪堂） 2005
- 『くんれんばっちり』（文溪堂） 2005
- 『であってどっきり』（和田誠絵、文溪堂） 2006
- 『よいしょ フォトポエム絵本』（小学館） 2006
- 『あかとんぼ』（チャイルド本社） 2006
- 『あいうえおおかみ』（小峰書店） 2007
- 『のほほん フォトポエム絵本』（小学館） 2008
- 『ピアノは夢をみる』（あべ弘士絵、偕成社） 2009
- 『おいで、フクマル』（ほてはまたかしえ、小峰書店） 2009
- 『なんとなく・青空』（あべ弘士オブジェ、文化学園文化出版局） 2010
- 『わっしょいのはらむら』（詩・絵、童話屋） 2010
- 『らいおんはしった』 (中谷千代子え、福音館書店、「こどものとも」人気作家のかくれた名作10選)  2011
- 『おとうさんといっしょ おはなしいっぱい えもいっぱい』（こじまがらん絵、小学館） 2012
- 『地球パラダイス』（石井聖岳絵、偕成社） 2012
- 『日本語を味わう名詩入門 18 工藤直子』（あすなろ書房） 2013
- 『ちいさなはくさい』（ほてはまたかしえ、小峰書店） 2013
- 『じぶんのための子守歌』（PHP研究所） 2013
- 『あっぱれのはらうた』（ほてはまたかし絵、童話屋） 2014
- 『おんなのこ』（佐野洋子絵、広瀬弦彩色・絵、幻戯書房） 2015
- 『うめの花とてんとうむし』（長新太絵、岩崎書店、花の咲く童話集3） 2015
- 『「いる」じゃん』（松本大洋絵、スイッチパブリッシング） 2017
- 『さとやまさん』（今森光彦写真、アリス館） 2018
- 『ちび竜』（あべ弘士絵、童心社） 2019
- 『てれるぜ 工藤直子詩集』(いもとようこ絵、講談社、つたえたい美しい日本の詩シリーズ)  2020

### 共著
- 『だれだって悩んだ』（なだいなだ共著、筑摩書房、ちくまプリマーブックス） 1987
- 『古典の森へ 田辺聖子の誘う』（田辺聖子と対談、集英社） 1988、のち集英社文庫
- 『こころの天気図』（聞き手、河合隼雄、毎日新聞社） 1990、のち三笠書房文庫、PHP文庫
- 『どれみそら 書いて創って歌って聴いて』（阪田寛夫共著、河出書房新社） 1995
- 『ふわふわ』(谷川俊太郎共著、スイッチ・パブリッシング、SWITCH LIBRARY)  2018

### 翻訳
- 『月夜のみみずく』（ジェイン=ヨーレン、偕成社） 1989
- 『ブランケットになったやぎ』（チャールズ・L・ブラッド, マーティン・リンク、童話屋） 1989
- 『まんまるいちにち木のそばで』（ローラ・ジェーン・コーツ、トモ企画） 1990
- 『ともだちくじら』（サイモン・ジェームズ、小学館） 1991
- 『カミーユの庭』（マルチーヌ・ドゥレルム、偕成社） 1992
- 『ナルシス』（ジャン・シャロン、偕成社） 1992
- 『つるになった少年 オーストラリア』（アローン・レイモンド・ミークス、河出書房新社、世界の民族絵本集） 1993
- 『およげラッコぼうや』（ナンシー・ホワイト・カールストローム、偕成社） 1993
- 『ちびっこひぐま』（ジョン・ショーエンヘール、偕成社） 1993
- 『あ、そうか!』（ジョセ・ゴーフィン、ほるぷ出版） 1993
- 『キャベツばたけのねこ』（アリソン・バートレット、メディアファクトリー） 1997
- 『ことりのかずあそび』（ジュディ・ヒンドリー、メディアファクトリー） 1998
- 『ちっぽけマリウス』（クリステル・デスモワノー、ブロンズ新社） 2000
- 「おひさまのほん」全5冊（ジェーン・カブレラ、小学館） 2001
- 『かたづけポイ・ポイ!』（トニー・ボニング、小学館） 2001
- 『ふとっちょローザ』（クリステル・デスモワノー、ブロンズ新社） 2001
- 『パッチン! とんでコメツキくん』（エリック・カール、偕成社） 2001
- 『わすれんぼ・ちびくん』（マイク・ギビー、  小学館） 2001
- 『あめ!』（マニャ・ストイッチュ、ポプラ社） 2002
- 『おはよう・おやすみ』（シャーロット・ゾロトウ、のら書店） 2004
- 『ねるまえに「よんでよんで」』（マシュー・プライス、岩波書店） 2004
- 『このゆびとまれ! おはなしいっぱい』（マシュー・プライス、岩波書店） 2004
- 『うみ』（G・ブライアン・カラス、フレーベル館） 2005
- 『はちゃめちゃ・ぶたさん』（サリー・クラブツリー、小学館） 2007
- 『絵本で出会う星の王子さま』（サン・テグジュペリ 原作、ひさかたチャイルド） 2015.1

#### エリック・カール
- 『しりたがりのこひつじ』（アーノルド・サンドガード, エリック=カール、偕成社） 1992
- 『だんまりこおろぎ 虫の音がきこえる本』（エリック・カール、偕成社、音のでる絵本） 1990
- 『できるかな? あたまからつまさきまで』（エリック・カール、偕成社） 1997
- 『ゆっくりがいっぱい!』（エリック・カール、偕成社） 2003
- 『みんないきてる みんなでいきてる!』（エリック・カール、偕成社） 2005
- 『このちいさなおもちゃのあひる』（エリック・カール、偕成社） 2005